# زواج المثليين في واهاكا
زواج المثليين قانوني في الولاية المكسيكية واهاكا. أنشأ أمر تاريخي صادر عن المحكمة العليا الحق في زواج المثليين في واهاكا من قبل أمر قضائي في جميع أنحاء البلاد. في 26 أغسطس 2018، بعد صدور أمر تنفيذي، بدأ السجل المدني في واهاكا في السماح للأزواج المثليين بالزواج دون الحاجة إلى أمر قضائي. في أغسطس 2019، أصدر كونغرس أواكساكا تشريعًا يدون هذا القرار ليصبح قانونًا.

## تاريخ

### قضية المحكمة العليا في عام 2012
في أغسطس 2011، تقدم ثلاثة من الأزواج المثليين، أربع نساء ورجلان، بطلبات للزواج ورُفض طلبهم من السجل المدني في مدينة واهاكا. في يناير 2012، تم طلب أمر قضائي، لكن تم رفضه في 31 يناير. استأنف الأزواج الحكم أمام المحاكم الجماعية في المسائل المدنية والإدارية للدولة. في 9 أبريل 2012، حصلت إحداهن على إذن من قاضٍ للزواج في واهاكا، وبذلك تمت أول موافقة على زواج المثليين في الولاية. تم استئناف القضية. في 5 ديسمبر 2012، فاز الأزواج الثلاثة باستئنافهم في المحكمة العليا، لكن المسؤولين المحليين رفضوا عقد حالات الزواج هذه. أعيدت القضية إلى المحكمة العليا وصدر حكم إضافي لصالح الأزواج المثليين. تلقى أول زوجتين مثليتين الإذن بالزواج من السجل المدني يوم 25 فبراير 2013. وكانوا أول زوجين مثليين يتزوجان في واهاكا واحتفل بزواجهما في 22 آذار 2013. حصل الزوجان المثليان من الرجال على إشعار بتصريح زواجهما في 3 يونيو 2013، والزوجتان المثليتان الأخريتان بعد يومين. أُعلن في نوفمبر 2014 أن أربعة من الأزواج المثليين قد تزوجوا في الولاية.
في 26 أغسطس 2012، أمر قاضي محكمة اتحادية مكسيكية ولاية واهاكا بعقد زواج المثليين بناءً على تعديل دستوري يحظر التمييز على أساس التوجه الجنسي. تمت مراجعة هذا الحكم واثنين آخرين من قبل المحكمة العليا المكسيكية وأصدرت المحكمة أحكامًا بالإجماع في 5 ديسمبر 2012، ألغت الحظر المفروض على زواج المثليين في ثلاث قضايا فردية. لتأسيس سابقة قضائية، يجب تحديد خمس حالات فردية بهذه الطريقة.
كانت قضية واهاكا لعام 2012 محورية في فتح الباب أمام زواج المثليين القانوني في كل ولاية في المكسيك، من خلال عملية الأمر القضائي. عن طريق القرارات الدولية التي تخدم كسابقة قضائية في أحكام المحاكم المكسيكية، مثل الحماية في الاتفاقية الأمريكية لحقوق الإنسان في قضية آتالا ريفو والبنات ضد تشيلي، وقضايا الولايات المتحدة كقضيتي لافينغ ضد فرجينيا و قضية براون ضد مجلس التعليم، والمراسيم المناهضة للتمييز في المكسيك، قضت المحكمة في 5 كانون الأول / ديسمبر 2012 بما يلي: 1) القوانين التي تحد الزواج بين رجل وامرأة، أو لأغراض إدامة النوع، تنتهك القانون الاتحادي الذي يشترط أن «يتوافق مع جميع الأشخاص دون أي تمييز» و 2) أن هذه القوانين غير دستورية على أساس التمييز بسبب التوجه الجنسية واغتصاب حق، ليس فقط للفرد ولكن أيضًا من حق الزوجين في تكوين أسرة. باستثناء إرادة تشريعية لتغيير قوانين الولاية، يسمح حكم في القانون المكسيكي بأن خمسة أحكام في ولاية لها نفس النتيجة في نفس القضية تتخطى النظام الأساسي وتؤسس الفقه القانوني لإلغاءه. وبالتالي، يمكن عقد حالات زواج المثليين التي تم الحصول عليها عن طريق أمر قضائي في أي ولاية، بغض النظر عما إذا كان قد تم تغيير القانون المدني للولاية.

### الأمور القضائية
في 23 أبريل 2014، وضعت المحكمة العليا المكسيكية سابقة أخرى في الولاية. وتضمنت القضية المرفوعة أمام المحكمة 39 من الأزواج المثليين الذين سعوا إلى الحق في الزواج. في 5 يوليو 2016، فاز رجلان بأمر قضائي يسمح لهما بالزواج.
في يوليو 2017، نجح زوجان مثليان في الزواج دون الحصول على أمر قضائي.
عقد أول حالة زواج المثليين في سانتياغو جاميلتيبيك في أبريل 2018. تم عقد أول حالة زواج المثليين من سالينا كروز في الشهر التالي. تزوج كلا الزوجين من خلال أوامر قضائية.

### العملية الإدارية
في 26 أغسطس 2018، بعد صدور أمر تنفيذي، بدأ السجل المدني في أواكساكا في السماح للأزواج المثليين بالزواج دون الحاجة إلى أمر. ومع ذلك، استغرقت العملية ثلاثة أيام عمل، مقارنة بساعتين للأزواج المغايرين.

### التشريعات
في 28 أغسطس 2019 ، أقر كونغرس واهاكا، في تصويت من 10 إلى 10 أصوات، مشروع قانون لجعل تعريف الزواج والمساكنة في القانون المدني محايدين جندرياً. ينتظر توقيع الحاكم. على وجه التحديد، سيتم تغيير المادة 143 من القانون المدني ليصبح نصها كما يلي.
- (بالإسبانية: El matrimonio es un contrato civil celebrado entre dos personas، que se unen para realizar una vida en común y proporcionarse respeto، igualdad y ayuda mutua.)‏

- (باللغة العربية: الزواج هو عقد مدني بين شخصين، يجتمعان ليعيشوا حياة مشتركة ويوفروا الاحترام والمساواة والمساعدة المتبادلة)

| الحزب                     | الأعضاء | لصالح | ضد | لم يصوت | غائب |
| ------------------------- | ------- | ----- | -- | ------- | ---- |
| حركة التجديد الوطنية      | 26      | 17    | 3  | 4       | 2    |
| الحزب الثوري المؤسساتي    | 6       | 4     | 2  |         |      |
| حزب العمال المكسيكي       | 3       | 3     |    |         |      |
| حزب الخضر البيئي المكسيكي | 2       |       | 2  |         |      |
| البنات المستقلات          | 2       | 1     |    |         | 1    |
| حزب اللقاء الاجتماعي      | 2       |       | 2  |         |      |
| حزب العمل الوطني          | 1       |       | 1  |         |      |
| العدد الإجمالي            | 42      | 25    | 10 | 4       | 3    |

## الرأي العام
وجد استطلاع للرأي عام 2017 أجرته مؤسسة مجلس الاتصالات الاستراتيجية أن 43% من سكان واهاكا يؤيدون زواج المثليين. كان 55% يعارضون ذلك.
وفقًا لمسح أجرته في عام 2018 أجراه المعهد الوطني للإحصاء والجغرافيا، عارض 52% من سكان واهاكا زواج المثليين.